# Raunsgraben
Der Raunsgraben ist ein knapp 4 km langer linker Zufluss der Glems auf der Markung der Stadt Ditzingen.

## Verlauf
Der Raunsgraben hat seinen Ursprung in einem Tümpel westlich des Ortsteils Hirschlanden der Stadt Ditzingen, unterquert die Landesstraßen L 1136 und L 1177 und verläuft fast gerade in östlicher Richtung am südlichen Ortsrand von Hirschlanden entlang und durch das Industriegebiet „Lange Äcker“ weiter über die Ditzinger Feldmark, ehe er am nördlichen Ortsrand von Ditzingen beim Umspannwerk in die Glems mündet. Der Verlauf in und bei Hirschlanden ist verdolt.

## Natur
Westlich des Quelltümpels liegt das 0,26 Ar große Biotop Feldgehölz mit Tümpel beim Aussiedlerhof Holzheim mit Feldgehölzen und Uferschilfröhricht. An Pflanzen wächst dort u. a. der Gewöhnliche Hasel, das Gewöhnliche Pfaffenkäppchen, die Gewöhnliche Esche, die Vogelkirsche, die Hundsrose, der Schwarze Holunder und der Wollige Schneeball.